# Henri de Talleyrand-Périgord
Henri de Talleyrand-Périgord, conde de Chalais (1599-19 de Agosto de 1626, Nantes, França), último filho do príncipe de Chalais Daniel de Talleyrand e de Jeanne-Françoise de Lasséran-Massencôme.
Casa em 1623 com Charlotte de Castille, uma viúva que perdera o marido (conde de Charny) no ano anterior, tendo como amante Marie de Rohan. Favorito de Luís XIII de França, é acusado de conspirar contra Richelieu.
Preso a 8 de Julho em Nantes pelo conde de Tresmes, foi posteriormente executado por um carrasco inexperiente que teve de desferir 30 golpes de machado para decapitá-lo.